# Kaay Fecc

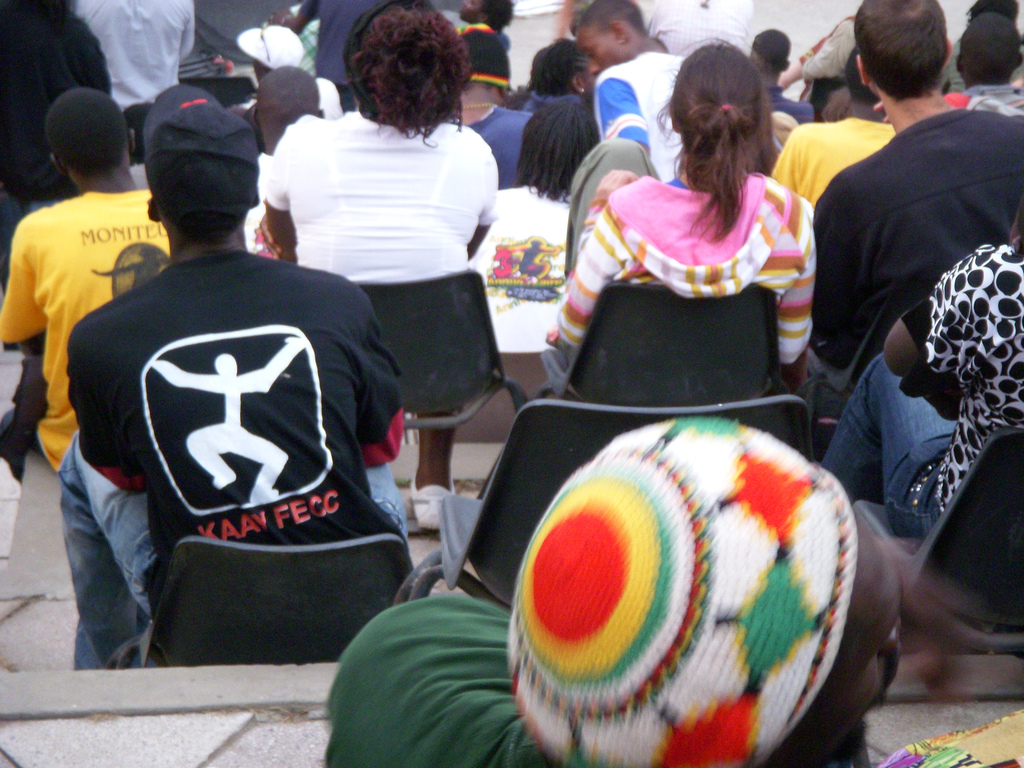
Le logo de la manifestation

Kaay Fecc (Festival international de toutes les danses) est une manifestation culturelle qui se déroule en juin à Dakar (Sénégal). Des chorégraphies traditionnelles ou contemporaines, d'Afrique ou d'ailleurs, y sont présentées.

## Histoire
Le festival a été créé en 2001. Germaine Acogny était la marraine de cette première édition.